# Bielefeld Challenger 1984
Il Bielefeld Challenger 1984 è stato un torneo di tennis facente parte della categoria ATP Challenger Series nell'ambito dell'ATP Challenger Series 1984. Il torneo si è giocato a Bielefeld in Germania dal 4 al 10 giugno 1984 su campi in terra rossa.

## Vincitori

### Singolare
Josef Čihák ha battuto in finale  Peter Elter con il punteggio di 6–2, 7–5

### Doppio
Peter Elter /  Stefan Hermann hanno battuto in finale  Huub van Boeckel /  Jan Van Langendonck con il punteggio di 6–4, 6–4